# Al-Faw-halvøen
Al-Faw-halvøen (arabisk: شبه جزيرة الفاو; , også translitereret som al-Fao og al-Fawr) er en marskregion ved den Persiske Golf i den sydøstligste del af Irak, mellem og sydøst for byerne Basra (Irak) og Abadan (Iran).
Halvøen rummer et antal vigtige olieinstallationer, deriblandt Iraks to primære terminaler til olietankere: Khor Al-Amaya og Mina Al-Bakr. Halvøen er strategisk vigtig, fordi den giver kontrol over Shatt-al-Arab mundingen og dermed Basras havn.
Den eneste by af betydning på halvøen er Umm Qasr, en fiskerby og havn, der var Iraks primære flådebase under Saddam Husseins regime. Ellers er halvøen tyndt befolket.
29°58′28″N 48°27′51″Ø / 29.974444444444°N 48.464166666667°Ø